# Ilim
Ilim (russisk: Илим) er en flod i Irkutsk oblast i Rusland og er en af bifloderne til Angara fra højre. Floden er 589 kilometer lang og har et afvandingsareal på 30.300 km². 
Floden fryser normalt til sent i oktober og er islagt til tidligt i maj. De største bifloder til Ilim er Kotsjenga, Tuba og Tjora.
57°39′40″N 102°34′49″Ø / 57.6611°N 102.5803°Ø